# Proisotoma subminuta
Proisotoma subminuta är en urinsektsart som beskrevs av Denis 1931. Proisotoma subminuta ingår i släktet Proisotoma, och familjen Isotomidae. Arten är reproducerande i Sverige.